# Willow Park Patrol Cabin
La Willow Park Patrol Cabin est une cabane du comté de Larimer, au Colorado, dans le centre des États-Unis. Protégée au sein du parc national de Rocky Mountain, cette construction a été réalisée dans le style rustique du National Park Service en 1932. Inscrite au Registre national des lieux historiques depuis le 20 juillet 1987, c'est également une propriété contributrice au district historique de Fall River Entrance, un district historique créé le 29 janvier 1988.